# لويس ألكالا
لويس ألكالا مارتينيز (بالإسبانية: Luis Alcalá Martínez)‏ هو إحاثي إسباني.

## السيرة الذاتية
الدكتور لويس ألكالا هو عالم حفريات إسباني. وهو مدير مؤسسة Conjunto Paleontológico de Teruel-Dinópolis في تيروال، إسبانيا.
وهو أحد مكتشفي التورياصور، مع رافائيل رويو-توريس وألبيرتو كوبوس.